# Jangyu-dong
Jangyu-dong (koreanska: 장유동) är en stadsdel i staden Gimhae i provinsen Södra Gyeongsang i den sydöstra delen av Sydkorea, 310 km sydost om huvudstaden Seoul. 
Före den 1 juli 2013 hade området status som socken och hette Jangyu-myeon (장유면). Vid slutet av 1999 hade Jangyu-myeon 11 670 invånare. Därefter började området att bebyggas kraftigt för att råda bot på bostadsbristen i regionen. 

## Indelning
Administrativt är Jangyu-dong indelat i:
| Namn    | Namn               | Yta km² | Invånare 31 dec 2020 |
| ------- | ------------------ | ------- | -------------------- |
| 장유1동 | Jangyu 1(il)-dong  | 13,51   | 57 416               |
| 장유2동 | Jangyu 2(i)-dong   | 19,71   | 36 753               |
| 장유3동 | Jangyu 3(sam)-dong | 21,97   | 72 208               |